# Tata (Marruecos)
Tata (en árabe: طاطا, lenguas bereberes: ⵟⴰⵟⴰ) es una ciudad situada en el sureste de Marruecos, capital de la provincia de Tata. Tiene una población de 18.611 personas1 y 3.723 familias según el censo de población de 2014. Es la mayor ciudad de la provincia de Tata, ubicada al sur del Anti-Atlas.
La ciudad está situada en un oasis, a 300 km al sureste de Agadir, capital de la región de Sus-Masa, a la que pertenece Tata desde la reforma territorial de 2015. Este bellísimo y vasto oasis está alimentado por tres wadis provenientes de las montañas del Anti-Atlas, que se encuentran en Kheneg para cruzar, por una esclusa, las estribaciones de Jebel Bani.